# Ниша (циклон)
Циклон «Ниша» (международное обозначение: BOB 07, JTWC, обозначение: 06B, также известен так Шторм Ниша) — девятый мощный тропический циклон сезона циклонов северного Индийского океана 2008 года и седьмой тропический циклон в Бенгальском заливе этого года. Он причинил значительный ущерб в Индии и в Шри-Ланке.